# 노루오토코팅
주식회사 노루오토코팅(영어: NOROO Automotive Coatings)은 노루홀딩스와 일본의 도료 제조업체인 일본 페인트의 합작투자 기업이다.

## 역사
1995년 12월 14일에 대한자동차도료라는 법인으로 설립되었다. 2010년 4월 23일에는 상호를 주식회사 DAC에서 주식회사 노루오토코팅으로 변경하였다.